# Gante-Wevelgem 1939
La Gante-Wevelgem 1939 fue la 6.ª edición de la carrera ciclista Gante-Wevelgem y se disputó el 26 de mayo de 1939 sobre una distancia de 155 km. Esta sería la última edición en la que se permitía participar exclusivamente a los corredores amauters. 
El belga André Declerck ganó en la prueba al imponerse al sprint a sus compañeros de fuga. Sus compatriotas Frans Van Hellemont y Albert Van Laecke fueron segundo y tercero respectivamente.  

## Clasificación final
| Posición | Ciclista              | Equipo | Tiempo    |
| -------- | --------------------- | ------ | --------- |
| 1        | André Declerck        | -      | 4h 23'00" |
| 2        | Frans Van Hellemont   | -      | m.t.      |
| 3        | Albert Van Laecke     | -      | m.t.      |
| 4        | Louis Van Espenhout   | -      | a 1'15"   |
| 5        | Georges Vandermeirsch | -      | m.t.      |
| 6        | Victor Codron         | -      | m.t.      |
| 7        | Albert Fonteyne       | -      | a 2'40"   |
| 8        | Frans Van Ransbeeck   | -      | m.t.      |
| 9        | Gabriel Jacobs        | -      | a 4'40"   |
| 10       | Rémi Decroix          | -      | a 6'30"   |